# Суринамская футбольная ассоциация
Суринамская футбольная ассоциация (нидерл. Surinaamse Voetbal Bond; сокр. SVB) — организация, осуществляющая управление футболом в Суринаме. Штаб-квартира ассоциации расположена в Парамарибо; является членом КОНКАКАФ и ФИФА.
Под эгидой ассоциации проводятся национальные футбольные турниры: Чемпионат Суринама Кубок Суринама, Президентский кубок Суринама, а также осуществляет менеджмент мужской и женской национальных футбольных сборных.
Несмотря на то, что географически Суринам так же, как и Гайана и Гвиана, расположен в Южной Америке, но футбольные ассоциации этих государств являются членами не КОНМЕБОЛ, а КОНКАКАФ — конфедерации Северной и Центральной Америки, а также Карибских островов.

## История
Основанная 1 октября 1920 года, Суринамская футбольная ассоциация не является первой официальной футбольной организацией в Суринаме — ранее футболом в стране управляла Футбольная ассоциация Нидерландской Гвианы (нидерл. Nederlandsch Guyana Voetbal Bond;  сокр. NGVB). Кроме того, в 1914 году была основана ещё одна одноимённая организация (нидерл. Surinaamse Voetbal Bond; сокр. SVB) — между двумя союзами существовала вражда, окончившаяся в 1953 году при открытии в Парамарибо Национального стадиона.
Создание Суринамской футбольной ассоциации придало толчок к развитию футбола в стране.

## Ключевые даты
- 28 января 1921 года состоялся первый международный матч национальной сборной Суринама против сборной Британской Гвианы, окончившийся поражением Суринама со счётом 1:2
- 5 августа 1923 года первые матчи были проведены на стадионе им. Андре Кампервена
- 27 августа 1923 года сборная Суринама во втором своём матче одержала первую победу в истории — со счётом 2:1 была обыграна сборная Британской Гвианы